# Андейл (Канзас)
Андейл (англ. Andale) — місто (англ. city) в США, в окрузі Седжвік штату Канзас. Населення — 941 особа (2020).

## Географія
Андейл розташований за координатами 37°47′29″ пн. ш. 97°37′39″ зх. д. / 37.79139° пн. ш. 97.62750° зх. д. (37.791502, -97.627506).  За даними Бюро перепису населення США в 2010 році місто мало площу 1,49 км², уся площа — суходіл.

## Демографія
Згідно з переписом 2010 року, у місті мешкало 928 осіб у 290 домогосподарствах у складі 236 родин. Густота населення становила 623 особи/км².  Було 301 помешкання (202/км²).
Расовий склад населення:
| - 98,7 % — білих |

До двох чи більше рас належало 1,1 %. Частка іспаномовних становила 2,3 % від усіх жителів.
За віковим діапазоном населення розподілялося таким чином: 38,7 % — особи молодші 18 років, 53,2 % — особи у віці 18—64 років, 8,1 % — особи у віці 65 років та старші. Медіана віку мешканця становила 27,2 року. На 100 осіб жіночої статі у місті припадало 95,0 чоловіків;  на 100 жінок у віці від 18 років та старших — 96,2 чоловіків також старших 18 років.
Середній дохід на одне домашнє господарство  становив 80 961 долар США (медіана — 72 188), а середній дохід на одну сім'ю — 90 535 доларів (медіана — 85 000). Медіана доходів становила 55 750 доларів для чоловіків та 41 607 доларів для жінок. За межею бідності перебувало 3,9 % осіб, у тому числі 0,0 % дітей у віці до 18 років та 15,9 % осіб у віці 65 років та старших.
Цивільне працевлаштоване населення становило 409 осіб. Основні галузі зайнятості: освіта, охорона здоров'я та соціальна допомога — 29,3 %, виробництво — 19,1 %, мистецтво, розваги та відпочинок — 10,3 %, роздрібна торгівля — 9,5 %.